# باراك رافيد
باراك رافيد (بالعبرية: ברק רביד) هو صحفي إسرائيلي ومحلل سياسي وسياسات خارجية في شبكة سي إن إن. عمل سابقًا في القناة 13 الإخبارية الإسرائيلية. خدم في الجيش لإسرائيلي كضابط استخبارات في الوحدة 8200. وهو أيضًا نشط في وسائل الإعلام الناطقة باللغة الإنجليزية، حيث يكتب لموقع أكسيوس عن السياسة الإسرائيلية.

## الحياة المهنية
وُلِد رافيد في مدينة كفار سابا الإسرائيلية. وفي سن الثامنة عشرة، جُنِّد في الجيش الإسرائيلي، وخدم في قسم استخبارات الإشارات بالوحدة 8200.
حصل على درجة البكالوريوس في تاريخ الشرق الأوسط من جامعة تل أبيب. في عام 2007 بدأ العمل كناقد سياسي لصحيفة هآرتس الإسرائيلية. في عام 2017 بدأ العمل في القناة 13. تم فصله في عام 2020، واستمر في العمل في أكسيوس حتى عام 2023.
في سبتمبر 2014، خرج رافيد ضد 43 من زملائه الاحتياطيين في الوحدة 8200 الذين رفضوا علنًا "المشاركة في أعمال ضد الفلسطينيين ورفضوا العمل كأدوات في تعميق السيطرة العسكرية على الأراضي المحتلة". وظل جنديًا احتياطيًا في الجيش حتى مارس 2023.
في أبريل 2024، فاز رافيد بجائزة مراسلي البيت الأبيض للصحافة، والتي تلقاها شخصيًا من الرئيس جو بايدن.